# 韩信城遗址
韩信城遗址，位于江苏省淮安市清浦区，是中华人民共和国江苏省文物保护单位之一。
2011年12月30日，授予江苏省文物保护单位，是一座古遗址。